# Hednota urithrepta
Hednota urithrepta là một loài bướm đêm trong họ Crambidae.